# Koźlakowski
Koźlakowski – polski herb szlachecki, odmiana herbu Jelita, z nobilitacji.

## Opis herbu
Opis z wykorzystaniem zasad blazonowania, zaproponowanych przez Alfreda Znamierowskiego:
W polu czerwonym dwie strzały srebrne w krzyż skośny, na których takaż kopia na opak. Klejnot - samo godło. Labry czerwone, podbite srebrem.

## Najwcześniejsze wzmianki
Nadany 26 listopada 1581 Sebastianowi Koźlakowskiemu za udział w walkach z Tatarami.

## Herbowni
Koźlakowski.